# Aero the Acro-Bat 2
Aero the Acro-Bat 2 è un videogioco distribuito dalla Sunsoft nel 1994. È il seguito di Aero the Acro-Bat ed è dedicato al corridore brasiliano Ayrton Senna, deceduto in un incidente durante il Gran Premio di Imola.
Una versione per Game Boy Advance fu pianificata per il rilascio nel 2003, ma non venne mai distribuita. Fu resa disponibile la versione per Wii, attraverso il servizio Virtual Console, nella regione PAL, il 6 agosto 2010 e in Nord America nel settembre 2010.